# Claudio Naranjo
Claudio Naranjo (Valparaíso, 24 de novembro de 1932 - Berkeley, 11 de julho de 2019) foi um médico psiquiatra e músico chileno. Com sólida formação em música, abandonou o piano e a composição ao entrar na universidade.

## Biografia
Trabalhou, na Escola de Medicina do Chile, no Centro de Estudos de Antropologia Médica, fundado em 1960, ao tempo em que fazia residência médica em psiquiatria clínica. Pesquisou então a desumanização da educação médica tradicional.
Ao viajar para os EUA para explorar o campo do aprendizado perceptual, conheceu os trabalhos sobre a percepção do todo de Samuel Renshaw e Hoyt Sherman, da Universidade de Ohio em Columbus. Mais tarde, num estudo dos valores em Harvard, interessou-se pelo estudo da personalidade e da psicologia social. Esse envolvimento o levou a Berkeley, então vivendo a atmosfera da contra-cultura, onde se tornou pesquisador associado. Estas circunstâncias o levaram a conviver com Carlos Castañeda e Fritz Perls, e a participar da comunidade do Instituto Esalen. Aprendeu sobre consciência sensorial e participou de um grupo terapêutico psicodélico.
Voltando ao Chile em 1967, formou um grupo integrando todas essas experiências em um currículo. Dirigiu então pesquisas psicofarmacológicas e iniciou a terapia psicodélica. Tendo retornado definitivamente aos EUA, foi um dos terapeutas a substituir Perls em Esalen.
Consultor do Centro de Procedimentos e Pesquisas Educacionais, criado por Willis Harman, publicou uma monografia sobre técnicas espirituais e psicológicas de uso corrente que podem ser usadas na educação. Na mesma época escreveu em co-autoria um livro sobre técnicas de meditação, e desenvolveu um estudo sobre caracteres matriarcais e patriarcais em profissionais de focos diferentes.
Ao perder seu único filho em acidente em 1970, iniciou uma jornada espiritual guiada por Oscar Ichazo, que culminou com um retiro espiritual no deserto de Arica, norte do Chile. Ichazo desenvolvera a protoanálise, a partir dos ensinamento de G. I. Gurdjieff sobre o eneagrama. Formou então grupos de ensino, primeiro no Chile, e depois em Berkeley, em 1971, onde o grupo acabou por se constituir numa organização sem fins lucrativos chamada Instituto SAT. Vários professores convidados participaram destes cursos.
Foi professor do CIIS (Califórnia) e ministrou oficinas na Europa. Entre seus mestres espirituais nos EUA estão Swami Muktananda, Idries Shah e Tarthang Tulku Rimpoche.
Refinando, pela síntese dessas experiências, o programa SAT, este passa a reunir:
- terapia Gestalt e sua supervisão
- aplicações do eneagrama da personalidade
- meditação interpessoal
- música como recurso terapêutico e como extensão da meditação
- auto-percepção guiada
- processos de comunicação.

Em 1987 surge na Espanha uma forma ampliada do SAT, que se torna então um programa de desenvolvimento pessoal e profissional. Atualmente o programa existe também no México, Itália e Brasil.

## Livros publicados
- A criança divina e o herói - ISBN 85-87293-27-3
- Os nove tipos de personalidade
- Mudar a educação para mudar o mundo
- O eneagrama da sociedade - ISBN 858729332-x
- Entre meditação e psicoterapia
- The way of silence and the talking cure
- The end of patriarchy
- Consciousness and creativity
- How to be
- Gestalt therapy
- Transformation through insight
- Enneatypes and psychotherapy
- Carácter y Neurosis
- La unica Búsqueda
- Cantos del despertar
- Gestalt de vanguardia
- 27 personajes en busca ser
- Budismo dionisiaco
- Gestalt sin fronteras
- Dimensiones de la única búsqueda
- El viaje interior de los clásicos de Oriente
- Catalizador de prodigios
- La revolución que esperábamos
- Ayahuasca
- Sanar la civilización
- El carácter en la relación de ayuda. Eneatipos y transferencia
- La música interior
- Exploraciones psicodélicas
- Por una Gestalt viva
- Autoconocimiento transformador
- Dramatis Personae
- El viaje sanador
- Psicología de los eneatipos: Orgullo
- Psicología de los eneatipos: Envidia
- Psicología de los eneatipos: Avaricia
- Psicología de los eneatipos. Vanidad
- Psicología de los eneatipos: Cobardes, desafiantes y fanáticos
- Psicología de los eneatipos: La pereza psicoespiritual
- Psicología de los eneatipos: Golosos